# Poliopastea auripes
Poliopastea auripes är en fjärilsart som beskrevs av Walker 1854. Poliopastea auripes ingår i släktet Poliopastea och familjen björnspinnare. Inga underarter finns listade i Catalogue of Life.